# Джон Браун (транспортен кораб)
Джон Браун (на английски: SS John W. Brown) e транспортен кораб на САЩ, един от двата съда проект „Либърти“ съхранени до днес, проекта датира от времето на Втората световна война. Към 2011 г. е кораб-музей в пристанището на град Балтимор. Името си получава в чест на американския профсъюзен лидер Джон Браун (на английски: John W. Brown).

## История на службата

### Втора световна война
По време на Втората световна война завършва 13 рейса в Персийския залив и Средиземно море, в т.ч. и поход към бреговете на Италия по времето на десанта в Анцио. През август 1944 г. осигурява десанта в южна Франция.
След войната John W. Brown превозва правителствени товари в помощ на разорената от войната Европа и участва в превозването на американските части в родината им от Европа.

### Учебен съд
След 1946 г. кораба е взет под наем от Ню Йорк и превърнат в плаващо морско училище – единственото в САЩ. За периода 1946 до 1982 г. то подготвя хиляди моряци за служба в търговския флот, ВМС САЩ и Бреговата охрана.